# Skauting

Lilie jako obecný symbol skautského hnutí

Skauting (z angl. scout – zvěd, průzkumník, pozorovatel, ze starofrancouzského escoute – špeh, arch. junáctví) je celosvětové hnutí, jehož cílem je výchova, osamostatnění a sebevýchova dětí a mladých lidí. Jeho členové se nazývají skauti. Český skauting je specifickou národní formou tohoto mezinárodního hnutí a je reprezentován celou řadou různorodých spolků.

## Myšlenkové základy skautingu
Posláním skautingu je všestranně rozvíjet děti a mladé lidi k plnění povinností vůči sobě, svému okolí i vyšším hodnotám. Tyto tři principy jsou vyjádřeny ve skautském slibu a zákoně, které je konkretizují do podoby morálního kodexu pro každodenní život. Činnost skautského hnutí je pak naplňována skautskou výchovnou metodou, která kromě slibu a zákona zahrnuje učení se zkušeností, pobyt v přírodě, samosprávu malých skupin členů podobného věku podporovaných dospělými (družinový systém), individuální program osobního růstu (např. skrz skautskou stezku), používání symbolů a symbolických rámců a zapojení do společnosti na různých úrovních dění.

## Mezinárodní skauting

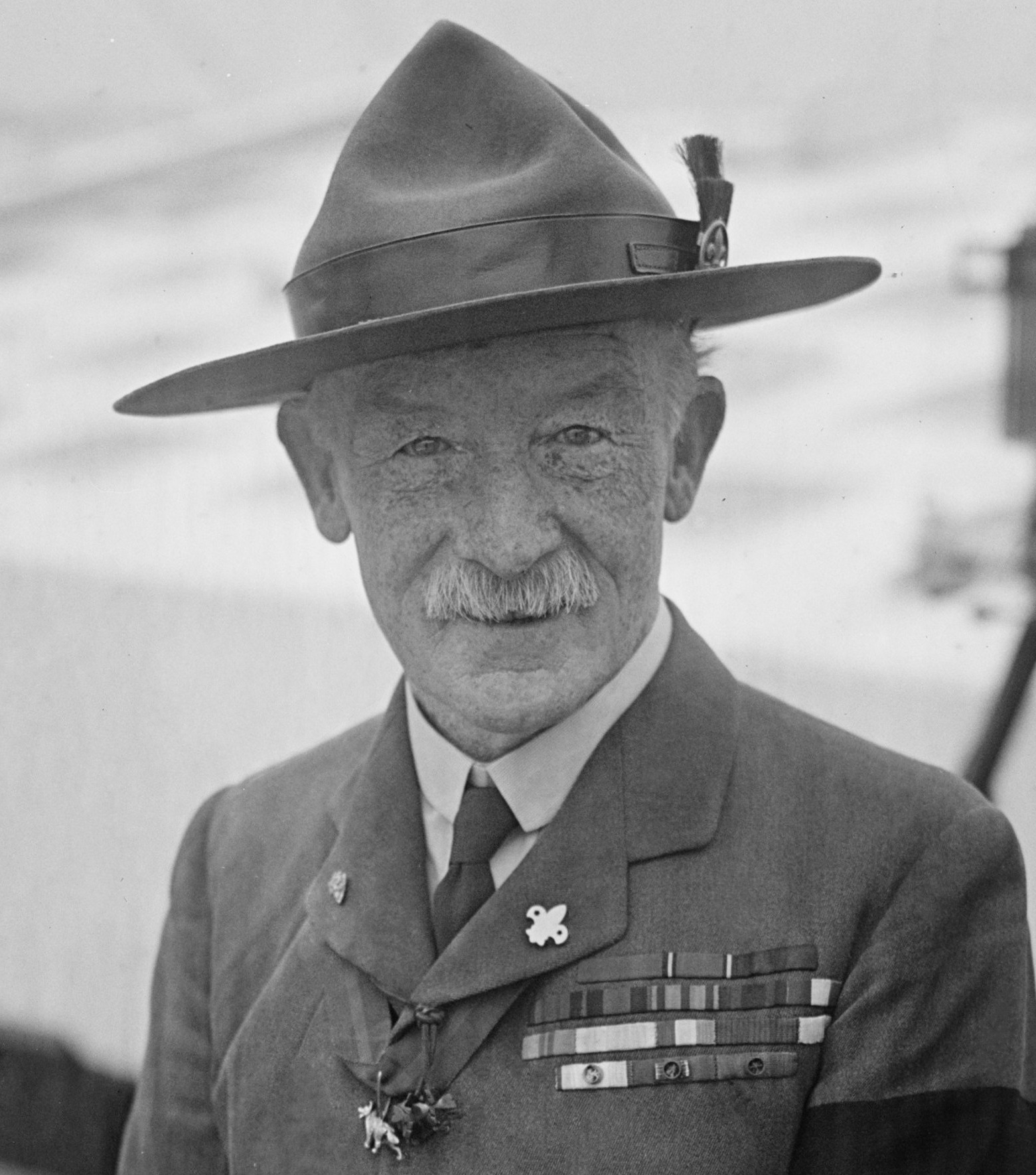
Robert Baden-Powell

Skauting vznikl v roce 1907 v Anglii na základě myšlenek zakladatele Roberta Baden-Powella, významného britského generála, hrdiny druhé búrské války. Hnutí se postupně šířilo do dalších států a bylo také ovlivňováno dalšími osobnostmi (např. Ernest Thompson Seton ve Spojených státech).
V současnosti skauting existuje prakticky ve všech státech světa, je pouze několik výjimek – vesměs totalitních států (Andorra, Čína, Kuba, Severní Korea, Laos). Celkem má přes padesát milionů členů.
Hnutí se skládá z několika zastřešujících organizací. Největší z nich je Světová organizace skautského hnutí – WOSM (World Organization of the Scout Movement), která sdružuje přes 50 milionů členů ze 224 států a teritorií. Některé skautky, zejména ty z čistě dívčích organizací, sdružuje Světová asociace skautek – WAGGGS (World Association of Girl Guides and Girl Scouts), která čítá asi 10 milionů členek ze 150 států světa; dospělé skauty a skautky pak zastřešuje Mezinárodní společenství skautů a skautek – ISGF (International Scout and Guide Fellowship) s 45 tisíci dospělých skautek a skautů ze 66 států světa. Tyto organizace tvoří hlavní proud hnutí a úzce spolu spolupracují. Z každé země přitom přijímají pouze jednu členskou organizaci; tam, kde existuje více skautských organizací, musí spolu vytvořit federaci, jako např. v některých západoevropských zemích. V Česku je členem těchto organizací spolek Junák – český skaut.
Mezi další (nezávislé) mezinárodní organizace patří Světová federace nezávislých skautů – WFIS (World Federation of Independent Scouts), která měla v roce 2014 přibližně 200 000 členů ve 41 zemích, a Samostatná mezinárodní asociace Skautů Evropy UIGSE – FSE (L'Union Internationale des Guides et Scouts d'Europe – Fédération du Scoutisme Européen).
Mezinárodním dnem skautů je svátek sv. Jiří, patrona skautů, který se v Česku slaví 24. dubna. Významným dnem je rovněž Den zamyšlení 22. února.

## Český skauting
Skauting na území dnešního Česka existuje od roku 1911; za jeho zakladatele je považován Antonín Benjamín Svojsík. Pod vedením Svojsíka byl český skauting zamýšlen pouze pro chlapce. Již o dva roky později ale zahájila svou skautskou činnost první dívčí družina Sasanek, o jejíž vznik se zasloužila Vlasta Koseová a Anna Berkovcová. V roce 1915 byl ustanoven dívčí odbor Junáka a dívčí oddíly se tak staly nedílnou součástí českého skautingu. Během své historie byl český skauting z ideologických důvodů zakazován totalitními režimy (v roce 1940 nacisty, v roce 1950 a pak znovu 1970 komunisty). Dnes existují skautské oddíly ve většině českých měst a v mnoha venkovských obcích.
V současnosti dominantní českou skautskou organizací je Junák – český skaut, z. s., s počtem členů překračujícím 75 tisíc a nadále rostoucím. Je zakládající a jedinou českou členskou organizací WOSM, WAGGGS a ISGF. Vedle Junáka působí v Česku několik dalších skautských organizací, např. Svaz skautů a skautek České republiky nebo Skaut – Český skauting ABS.

## Skautské symboly
Skautským symbolem je lilie, převzatá ze středověké rytířské symboliky jako odkaz na čistotu; na starých mapách byla rovněž používána jako ukazatel směru. Lilie je dnes součástí znaku většiny skautských organizací.

### Skautský pozdrav
Skauti se po celém světě zdraví zdviženou pravou rukou k rameni. Ruka je obrácená dlaní vpřed u skautů a skautek (mládež většinou od 12 do 15 let) se vztyčenými třemi prsty, u světlušek a vlčat (děti od 6 do 11 let) se vztyčují jen prsty dva. U starších skautů tři prsty představují tři body skautského slibu a přitom palec překrývá malíček, což symbolizuje ochranu slabších silnějšími. Spojením palce a malíčku vzniká kruh, který znamená přátelství skautů a skautek celého světa.
Čeští skauti se slovně zdraví Nazdar! a při setkání se zdraví podáním levé ruky se zaklesnutým malíčkem. Rukou při tom netřesou pouze ji stisknou.

## Kontroverze
Skauting, stejně jako každá jiná organizace, má i své kontroverzní stránky – například týkající se morálky, náboženství, antisemitismu, nacionalismu, pedofilie či kauz okolo LGBTQ+ osob.